# Верхній затвор (графен)
Верхній затвор — затвор зверху над графеном та підкладкою з протилежного боку від підкладки. Термінологія склалася в цей час в технології, пов'язаної з графеном для того, щоб відрізняти від затвора, яким служить високолегована підкладка з кремнію. Ситуація з назвами протилежна в графені та МДН-транзисторах, оскільки в останніх оберненого затвора просто немає.
Графен знаходиться на поверхні SiO2/Si, причому зверху нічим не обмежений. Тому для створення верхнього затвора спершу наносять діелектричний шар, а потім напилюють метал. В першій статті[прояснити] використовували як діелектрик SiO2. Вибір діелектрика може впливати на рухливість носіїв струму в графені завдяки зарядам або дефектам в його структурі. Серед інших матеріалів, використаних як діелектрик існують: PMMA, Al2O3, HfO2.
В ідеальному випадку можна, звичайно, обійтися взагалі без діелектрика і використовувати підвішений верхній затвор, який не впливає на рухливість.